# A doua bătălie de pe Aisne
Cea de-a doua bătălie de pe Aisne (în franceză Bataille du Chemin des Dames sau Seconde bataille de l'Aisne, 16 aprilie – mijlocul lunii mai 1917) a fost componenta principală a Ofensivei Nivelle, o încercare franco-britanică de a provoca o înfrângere decisivă a armatelor germane din Franța. Strategia a fost realizarea unor ofensive eșalonate de la nord la sud de către Forța Expediționară Britanică (BEF) și mai multe grupuri de armate franceze. Generalul Robert Nivelle a planificat ofensiva în decembrie 1916, după ce l-a înlocuit pe Joseph Joffre în funcția de comandant-șef al Armatei Franceze. Obiectivul atacului de pe Aisne a fost capturarea coastei est-vest cu o lungime de 80 km a Chemin des Dames, la 110 km nord-est de Paris, și apoi atacul spre nord pentru a captura orașul Laon. Când armatele franceze au întâlnit armatele britanice care înaintau de pe frontul din Arras, germanii au fost urmăriți către Belgia și frontiera germana. Ofensiva a început pe 9 aprilie, când britanicii au atacat în Bătălia de la Arras. Pe 16 aprilie, Groupe d'armées de Reserve (GAR) a atacat Chemin des Dames și a doua zi Armata a IV-a din cadrul Groupe d'armées de Centre (GAC) a început, în apropiere de Reims, Bătălia de pe coline.
Coasta Chemin des Dames a fost timp de secole o carieră de piatră, rămânând un labirint de grote și tuneluri care au fost folosite ca adăposturi de trupele germane pentru a scăpa de bombardamentul francez. Ofensiva s-a confruntat cu focul artileriei și mitralierelor germane, care a provocat numeroase victime și a respins infanteria franceză în mai multe puncte. Francezii au obținut încă câteva succese tactice substanțiale și au capturat circa 29.000 de prizonieri în atacurile lor asupra Chemin des Dames și în Champagne, dar nu a reușit să își atingă obiectivul strategic al învingerii decisive a germanilor. Eșecul a avut un efect traumatizant asupra moralului armatei franceze și multe divizii s-au răzvrătit. Nivelle a fost înlocuit cu generalul Philippe Pétain, care a adoptat o strategie de „vindecare și apărare”; pe 19 mai Pétain a emis Directiva nr. 1 pentru ofensive limitate, destinate să epuizeze Armata Germană în timpul refacerii infanteriei franceze. Noua strategia franceză nu a fost una de apărare pasivă. În iunie și iulie, armatele a 4-a, a 6-a și a 10-a au efectuat mai multe atacuri limitate și Armata 1-a a fost trimis în Flandra pentru a participa la cea de-a treia bătălie de la Ypres.
Britanicii au prelungit ofensiva de la Arras până la mijlocul lunii mai, în ciuda incertitudinii cu privire la intențiile franceze, a pierderilor mari și a succesului redus în timp ce și-au deplasat divizii la nord înspre Flandra. Britanicii au capturat creasta Messines pe 7 iunie și au petrecut restul anului în ofensivă în a treia bătălie de la Ypres (31 iulie - 10 noiembrie) și în Bătălia de la Cambrai (20 noiembrie - 8 decembrie). Dificultățile armatelor franceze au devenit cunoscute germanilor, dar costul succesului defensiv de pe Aisne a făcut imposibilă consolidarea frontului din Flandra și efectuarea mai multor operațiuni locale pe Aisne și în Champagne. Francezii au efectuat atacuri limitate la Verdun în august, recucerind o mare parte a terenului pierdut în 1916, și au purtat Bătălia de La Malmaison în octombrie, în care au capturat capătul vestic al Chemin des Dames și i-au obligat pe germani să se retragă către malul nordic al râului Ailette. În timp ce germanii se confruntau cu ofensiva britanică din Flandra, moralul francezilor s-a refăcut, după ce Pétain a dispus executarea ca țapi ispășitori a 40-62 de militari ce incitau la revoltă și a introdus reforme, cum ar fi o mâncare mai bună, solde mai mari și permisii mai lungi pentru a ameliora bunăstarea trupelor franceze.

## Context

### Evoluții strategice
Nivelle credea că germanii fuseseră epuizați de Bătălia de la Verdun și de Bătălia de pe Somme din 1916 și nu puteau rezista unei ofensive puternice, care putea fi încheiată în 24-48 ore. Atacul principal pe Aisne urma să fie precedat de un atac masiv cu rol de diversiune a armatelor britanice 1-a și a 3-a la Arras. Ministru francez de război, Hubert Lyautey, și șeful Marelui Stat Major, generalul Henri Philippe Pétain, s-au opus planului, crezând că era prematur. Comandantul-șef britanic, Sir Douglas Haig, a susținut ideea unei bătălii decisive, dar a insistat că, dacă primele două faze ale planului Nivelle nu ar avea succes, efortul britanic ar trebui să se desfășoare înspre nord către Flandra. Nivelle a amenințat că va demisiona dacă ofensiva nu va fi pusă în practică și, cum nu pierduse până atunci nicio bătălie, a beneficiat de sprijinul entuziast al primului ministru britanic David Lloyd George. Primul ministru francez Aristide Briand l-a sprijinit pe Nivelle, dar ministrul de război Lyautey a demisionat în cursul unei dispute din Camera Deputaților și guvernul Briand a căzut; un nou guvern condus de Alexandre Ribot a preluat mandatul pe 20 martie.
Cea de-a doua bătălie de pe Aisne a implicat aproximativ 1,2 milioane de soldați și 7.000 de tunuri pe un front ce se întindea de la Reims la Roye, cu efortul principal împotriva pozițiilor germane de-a lungul râului Aisne. Planul inițial din decembrie 1916 a fost afectat de întârzieri și de scurgeri de informații. la momentul începerii ofensivei în aprilie 1917, germanii obținuseră informații despre planul aliaților și și-au întărit pozițiile defensive pe frontul de pe Aisne. Retragerea germană către Linia Hindenburg  (Operațiunea Alberich) a lăsat o fâșie de pământ devastată cu o adâncime de până la 40 km în fața pozițiilor franceze la est de Soissons, spre nord spre St. Quentin. Operațiunea Alberich a eliberat 13-14 divizii germane, care au fost mutate către Aisne, mărind garnizoana germană la 38 de divizii împotriva a 53 de divizii franceze. Retragerea germană a zădărnicit atacurile armatelor britanice și ale Groupe d'armées du Nord (GAN), dar a eliberat, de asemenea, divizii franceze. Până la sfârșitul lunii martie 1917, GAN a fost redus cu 11 divizii de infanterie, două divizii de cavalerie și de tunuri grele, care au intrat în rezerva strategică franceză.

### Evoluții tactice

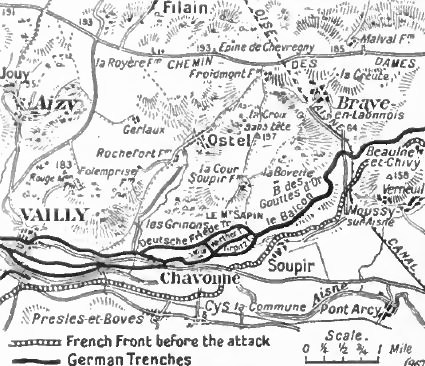
Apărarea orașului Chavonne, 1917

Când Hindenburg și Ludendorff au preluat conducerea armatei de la Falkenhayn pe 28 august 1916, presiunea exercitată asupra armatei germane din Franța era atât de mare încât au fost adoptate noi aranjamente defensive, bazate pe principiile adâncimii, invizibilității și contra-acțiunii imediate, ca singurele mijloace prin care forța militară în creștere a armatelor franceze și britanice putea fi contracarată. În loc să poarte o bătălie defensivă în linia frontului, lupta principală urma să aibă loc în spatele liniei frontului, în afara câmpului de bătaie a artileriei de câmp inamice. Desfășurarea luptei defensive (Grundsätze für die Führung in der Abwehrschlacht) a fost publicat pe 1 decembrie 1916. Noul manual prevedea mai degrabă organizarea apărării mobile a unei zone decât apărarea rigidă a unei linii de tranșee. Pozițiile necesare pentru noua metodă au fost definite în Principiile construirii poziției de luptă (Allgemeines über Stellungsbau).
Experiența Armatei 1-a Germane în bătăliile de pe Somme (Erfahrungen der I. Armee in der Sommeschlacht) a fost publicat pe 30 ianuarie 1917. În timpul Bătăliei de pe Somme din 1916, colonelul von Lossberg (șeful statului major al Armatei 1-a) a stabilit linia de luptă a diviziilor de rezervă (Ablösungsdivisionen). În analiza sa a bătăliei, Lossberg s-a opus acordării dreptului de a se retrage pentru garnizoanele din tranșee, deoarece el credea că manevra nu permitea garnizoanelor să evite focul artileriei aliate, care ar fi putut contribui la ocuparea fără opoziție a zonelor eliberate de infanteria inamică. Lossberg considera că retragerile spontane ar perturba contra-atacul rezervelor pe care îl plănuise și îi va priva de comandanții de batalion și de divizie de posibilitatea de a dirija o apărare organizată, pe care dispersarea infanteriei pe o suprafață mai mare o făcuse deja dificilă. Lossberg și ceilalți au avut serioase îndoieli cu privire la capacitatea diviziilor de rezervă de a ajunge la timp pe câmpul de luptă pentru a efectua imediat un contraatac (Gegenstoss) din spatele zonei de luptă și a vrut păstrarea practicii de luptă în prima linie de pe Somme, astfel încât să se mențină coerența organizațională, în așteptarea unui contra-atac (Gegenangriff) metodic al diviziilor de rezervă după 24-48 de ore. Ludendorff era suficient de impresionat de planul lui Lossberg pentru a-l adăuga în noul Manual de pregătire a infanteriei pentru război.

## Preludiu

### Pregătirile defensive germane

#### Unternehmen Alberich

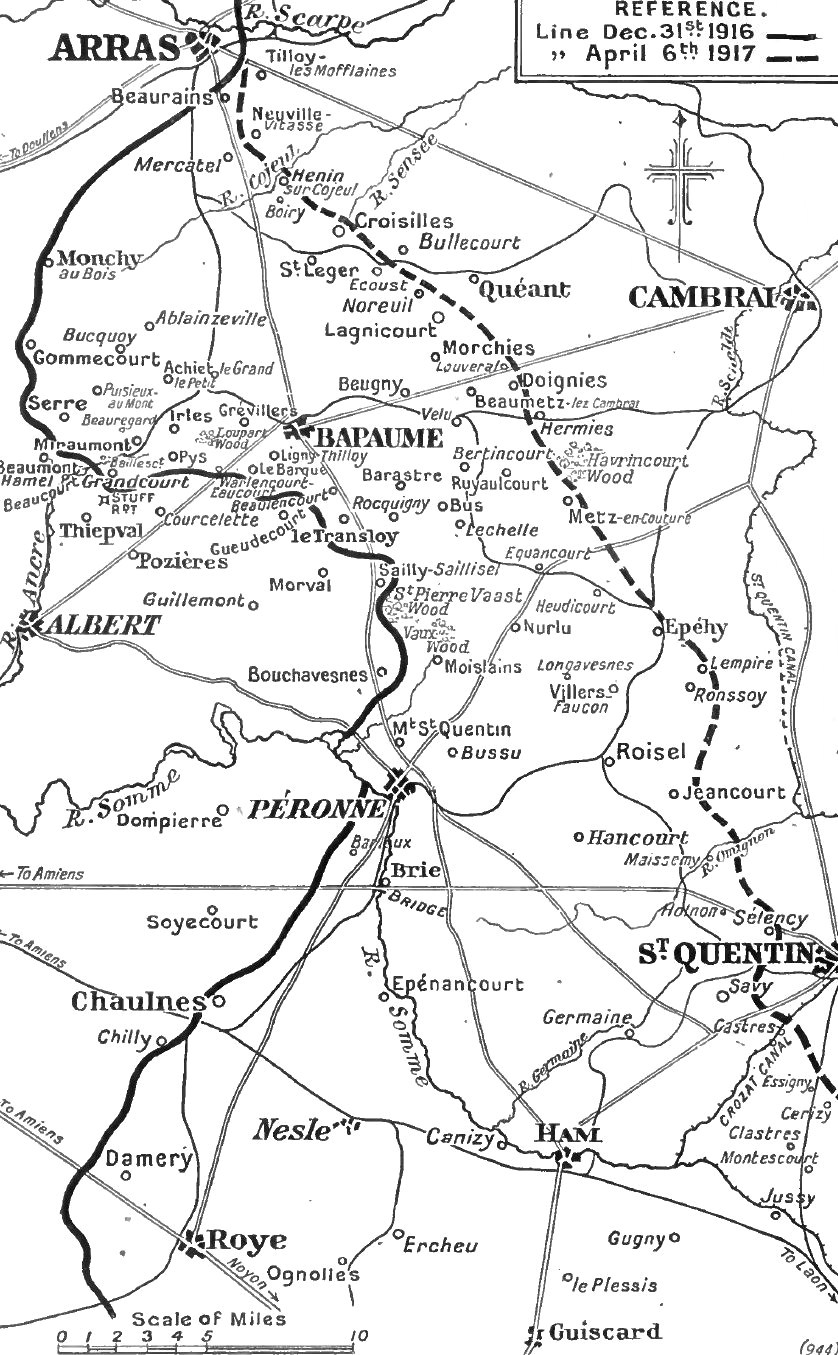
Retragerea germană către Siegfriedstellung/Linia Hindenburg, 1917

În timpul retragerii germane către Siegfriedstellung (Linia Hindenburg) în martie 1917, a avut loc o retragere modestă în apropiere de Soissons. Pe 17 martie, defensiva germană de la Crouy și Côte 132 s-a dovedit a fi inexistentă și pe măsură ce trupele franceze au pornit în urmărire, trupele germane au contra-atacat la Vregny și Margival, ceea ce a redus viteza urmăririi franceze a unui avans pas-cu-pas. Prin aprilie, înaintarea franceză progresase doar dincolo de Neuville-sur-Margival și Leuilly. Pe 1 aprilie, un atac francez de-a lungul liniei Ailette–Laon a atins limitele localităților Laffaux și Vauxaillon. Vauxeny și Vauxaillon au fost ocupate câteva zile mai târziu.

#### Bătălia defensivă
Într-un nou manual din 1 decembrie 1916, Grundsätze für die Führung in der Abwehrschlacht im Stellungskrieg (Principii de comandă pentru bătălie defensivă), politica apărării inflexibile a terenului, indiferent de valoarea sa tactică, a fost înlocuit de apărarea pozițiilor aflate în câmpul de observație al artileriei, unde exista o comunicare cu partea din spate, în cazul în care un atac în forță ar „intra într-un impas și ar epuiza resursele în timp ce apărătorii își vor păstra puterea lor”. Infanteria urma să lupte în aceste zone, având divizii într-un avanpost aflat la 2.700 de metri în spatele posturilor de ascultare, cu linia principală de rezistență plasată pe o contrapantă, în fața posturilor de observație ale artileriei, care erau suficient de departe pentru a putea supraveghea zona de avanpost. În spatele liniei principale de rezistență era o Grosskampfzone (câmp de bătălie), o a doua zonă defensivă adâncă de 1.400-2.300 m amplasată, de asemenea, pe cât posibil, pe un teren ascuns de observația inamicului, în timp ce se afla în câmpul de observație al artileriei germane. O rückwärtige Kampfzone (câmp de bătălie în spate) aflat mai în spate urma să fie ocupat de batalioanele de rezervă din fiecare regiment.

#### Fortificarea terenului
Allgemeines über Stellungsbau (Principiile fortificării terenului) a fost publicat în ianuarie 1917 și până în aprilie o zonă de avanpost (Vorpostenfeld), dotată cu santinele, a fost construită de-a lungul Frontului de Vest. Santinelele se puteau retrage în poziții mai vaste (Gruppennester) apărate de Stosstrupps (cinci oameni și un subofițer pe Trupp), care s-ar alătura santinelelor în activitatea de recuperare a posturilor de santinelă în cazul unui contra-atac imediat. Procedurile defensive în zona de luptă erau similare, dar cu un număr mai mare de militari. Sistemul de tranșee de pe linia frontului era linia santinelelor din garnizoana zonei de luptă, căreia i s-a permis să se mute departe de focul inamic și apoi să contra-atace pentru a recupera zonele de luptă și avanposturile; astfel de retrageri erau avute în vedere pe mici porțiuni ale câmpului de luptă, ca preludiu la Gegenstoss in der Stellung (contra-atac imediat în poziție). O bătălie astfel de descentralizată de către un număr mare de mici detașamente de infanterie punea obstacole neprevăzute în calea atacatorului. Rezistența trupelor dotate cu arme automate, susținută de focul de artilerie, permitea avansarea continuă. În ianuarie 1917 a fost deschisă o școală pentru a preda noile metode de luptă comandanților trupelor de infanterie.
Dată fiind superioritatea în creștere a Aliaților în ceea ce privea munițiile și efectivele umane, atacatorii puteau pătrunde în cea de-a doua linie (protecția artileriei), lăsând în urma lor garnizoane germane izolate în Widerstandsnester (cuiburi de rezistență, Widas) ce puteau încă provoca pierderi și dezorganizarea atacatorilor. Pe măsură ce atacatorii încercau să captureze Widas și să se apropie de a doua linie germană, Sturmbattalions și Sturmregimenter din cadrul diviziilor de contra-atac puteau avansa din rückwärtige Kampfzone în zona de luptă, într-un contra-atac imediat (Gegenstoss aus der Tiefe). Dacă contra-atacul imediat nu a reușit, diviziile de contra-atac aveau timp pentru a pregăti un atac metodic, iar terenul pierdut era esențial pentru păstrarea poziției principale. Astfel de metode necesitau un număr mare de divizii de rezervă pregătite să intre pe câmpul de luptă. Armata de rezervă era obținută prin crearea a 22 de divizii prin reorganizarea internă a armatei, aducând divizii de pe frontul de est și scurtând frontului de vest, în Operațiunea Alberich. Până în primăvara anului 1917, armata germană avea pe frontul de vest o rezervă strategică de 40 de divizii.

## Lupta

### Armata a 3-a

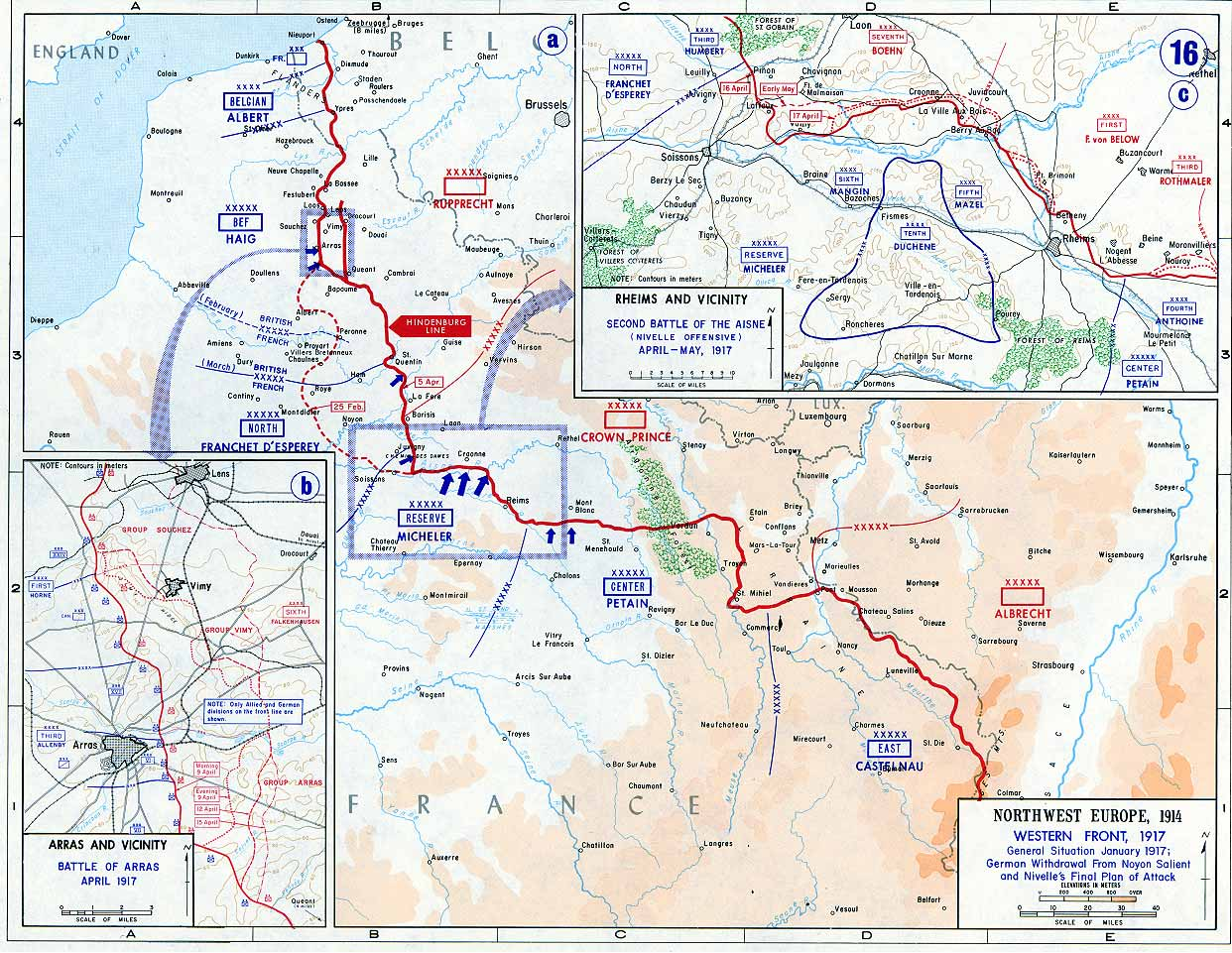
Frontul de Vest, aprilie 1917

Groupe d'armées du Nord de pe flancul nordic al Groupe d'armées de Reserve (GAR) a fost redus la Armata a 3-a cu trei corpuri în linie, prin transferarea Armatei 1-a la GAR. Armata a 3-a a început operațiunile franceze, cu atacuri preliminare asupra punctelor de observație germane de la St. Quentin pe 1-4 și 10 aprilie. Un număr mare de forțe de recunoaștere au fost trimise către pintenul Dallon pe 1 aprilie, dar nu au reușit să câștige puncte de sprijin în linia defensivă germană, deși Armata a 4-a Britanică a capturat la nord pădurile din jurul localității Savy. Pe 2 aprilie, un atac francez mai mare asupra Dallon nu a avut succes, dar pe 3 aprilie Armata a 3-a a atacat după un bombardament „teribil”, pe un front de aproximativ 13 km de la Castres la Essigny-le-Grand și Benay, între canalul Somme de la Dallon, la sud-vest de St. Quentin și Oise. După un alt atac pe 4 aprilie, satele Dallon, Giffecourt, Cerizy și dealurile 111,108 și 121 de la sud de Urvillers au fost capturate și poziția germană din vârful triunghiului Ham, St. Quentin, La Fère a devenit vulnerabilă în fața unui nou atac. Francezii au atacat pe ploaie și pe un frig intens, în condițiile în care aprovizionarea a fost amânată de distrugerea drumurilor de către germani și au avut loc blocaje de trafic imense pe acele drumuri care au fost reparate pentru a permite traficul. La est de Oise și la nord de Aisne, Armata a 3-a au ocupat periferiile localităților Laffaux și Vauxeny. Pe 4 aprilie contra-atacurile germane la nord de Aisne au fost respinse la sud de Vauxeny și Laffaux. Francezii au capturat Moy pe malul de vest al Oise, împreună cu Urvillers și Grugies, un sat vizavi de Dallon pe malul de est al râului Somme. La nord de ferma La Folie, germanii au fost împinși înapoi și trei obuziere de 155 mm și mai multe autocamioane Luftstreitkräfte au fost capturate. Dincolo de Dallon patrulele franceze au pătruns în suburbia sud-vestică a orașului St. Quentin.
Principalul atac al GAN a fost planificat ca două operațiuni succesive, un atac al Corpului XIII pentru a captura Rocourt și Moulin de Tous Vents de la sud-vest de oraș pentru a proteja flancul atacului principal al Corpului XIII Corpului și Corpului XXXV asupra Harly și Alaincourt, destinat să captureze terenurile înalte de la est și sud-est de St. Quentin. Succesul le-ar fi permis francezilor să amenințe flancul forțelor germane de la sud, de-a lungul râului Oise până la La Fère și partea din spate a pozițiilor germane de la sud de masivul St. Gobain datorită atacării concomitente de la sud de către Armata a 6-a a GAR. Francezii au fost opriți de focul de la St. Quentin, datorită faptului că germanii puteau observa nestingherit din catedrală și de pe coșurile fabricilor avansul lor. Atacurile franceze puteau avea loc numai pe timp de noapte sau în amurg, iar zăpada, ploaia, norii joși și ceața făceau imposibilă observația aeriană a artileriei. Munca germanilor la consolidarea Liniei Siegfriedstellung/Hindenburg a continuat, iar prima linie, construită de-a lungul unei pante inverse, a fost completă și permitea executarea focului către orice poziție de atac. Amplasamentele mitralierelor s-au dovedit inexpugnabile, dar focul artileriei grele și poziția principală erau protejate de o linie de observație de-a lungul crestei din față, deasupra unui teritoriu neutru cu adâncimea de 730-1.100 m.
Armata a 4-a Britanică s-a aflat în imposibilitatea de a-i asista pe francezi cu un atac, din cauza lipsei efectivelor în urma transferării lor la nord către Armata a 3-a Britanică, dar a fost capabilă să-i ajute cu un foc de artilerie de la nord și a ținut disponibilă o divizie de cavalerie pentru a se alătura unei urmăriri. Artileria franceză a fost redusă la circa 250 de tunuri prin transferuri la sud către GAR, ceea ce era insuficient pentru a bombarda apărarea germană și a conduce simultan un contrafoc. Pe 13 aprilie, la 5:00 a.m., Corpul XIII a atacat cu două divizii; Divizia 26 din dreapta a ocupat prima linie germană și a învins apoi două contra-atacuri germane, dar Divizia 25 din stânga a fost respinsă aproape imediat de gardul de sârmă ghimpată și de focul mitralierelor, în ciuda faptului că artileria de câmp franceză avansase către teritoriul neutru în ultima clipă pentru a tăia sârma. Victimele celor 13 batalioane de atac au fost severe. Divizia 25 a primit de la comandantul armatei, generalul Humbert, ordinul de a ataca din nou la 6:00 p.m., dar ordinul a sosit prea târziu și atacul nu a avut loc. Avioanele franceze au fost active deasupra frontului de atac, dar la amiază au sosit mari formațiuni de avioane de vânătoare germane și a forțat retragerea avioanelor de recunoaștere franceze în spatele frontului. Până la sfârșitul zilei Divizia 26 a fost forțată să se retragă în tranșee. Focul artileriei germane nu a fost puternic, iar apărarea s-a bazat pe focul mitralierelor și pe contra-atacuri rapide. Atacul corpurilor XIII și XXXV ce urma să aibă loc a doua zi a fost în cele din urmă anulat.

### Armatele a 5-a și a 6-a

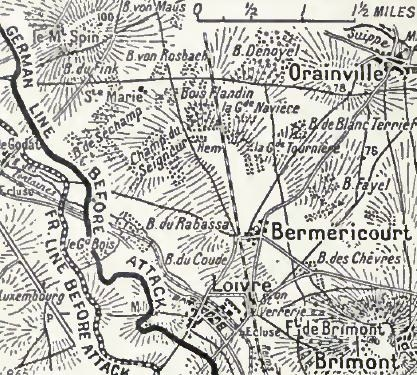
Loivre și Berméricourt

Armata a V-a a atacat pe 16 aprilie, la ora 6:00 a.m.,  într-o zi înnorată și cețoasă. Încă de la începutul mitraliorii germani au deschis focul împotriva infanteriei franceze și au provocat multe victime, deși focul artileriei germane a fost mult mai puțin distructiv. Courcy, aflat pe flancul drept, a fost capturat de către Brigada 1 a Forței Expediționare Ruse din Franța, dar înaintarea a fost oprită la canalul Aisne–Marna. Canalul a fost traversat spre nord și Berméricourt a fost capturat împotriva unei apărări germane determinate. De la Bermericourt la Aisne, atacul francez a fost respins, iar la sud de râul Aisne infanteria franceză a fost forțată să se întoarcă la linia de pornire. Pe malul nordic al râului Aisne, atacul francez a avut mai mult succes, diviziile 42 și 69 au ajuns la cea de-a doua poziție germană între Aisne și Miette, iar înaintarea la nord de Berry a pătruns 4 km în interiorul liniilor germane.
Tancurile ce însoțeau infanterie franceză la cel de-al treilea obiectiv au sosit cu întârziere și trupele erau prea epuizate și decimate pentru a mai urma tancurile. Jumătate din tancuri au fost scoase din luptă de apărarea germană și apoi au acoperit înaintarea infanteriei franceze, ceea ce a contribuit la stoparea unui mare contraatac german. Infanteria germană a lansat contra-atacuri pripite de-a lungul frontului, a recucerit Bermericourt și a condus contra-atacuri organizate în locurile în care infanteria franceză avansase cel mai mult. La Sapigneul, în zona corpului XXXII, atacul condus de Divizia 37 a eșuat, ceea ce a permis artileriei germane să deschidă un foc în rafală către flancurile diviziilor adiacente, care puteau să avanseze. Înfrângerea Diviziei a 37-a a refăcut apărarea germană între Loivre și Juvincourt.

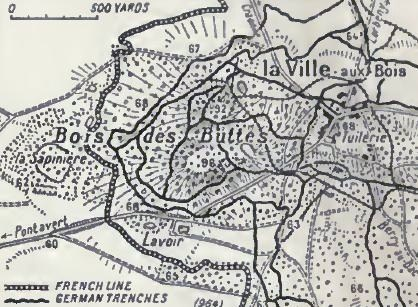
Ville-aux-Bois, Aisne 1917

Divizia de pe flancul stâng al Corpului XXXII și divizia de pe flancul drept al Corpului V au străpuns cea de-a doua poziție germană la sud de Juvincourt, dar tancurile franceze ce au atacat la sud de Miette din Bois de Beau Marais au fost scoase din luptă. Observatorii germani de la Craonne, la capătul de est al Chemin des Dames, au fost în măsură să direcționeze focul artileriei împotriva tancurilor și 23 dintre acestea au fost distruse în spatele liniei frontului francez; puține tancuri au ajuns la linia defensivă germană și pe seară doar zece tancuri mai erau operaționale. Pe flancul stâng Corpul V a fost oprit la Bois des Boches și în cătunul la Ville aux Bois. Pe Chemin des Dames, Corpul I a realizat foarte puține progrese și în acea seară avansase abia în linia germană de sprijin, cu 180-270 m. Infanteria franceză a suferit multe pierderi și puține dintre diviziile conducătoare au fost capabile să reia atacul. Trupele franceze nu au reușit să ajungă la obiectivele care urmau să fie atinse pe la 9:30 a.m., dar au fost capturați 7.000 de prizonieri germani.
Atacul de pe flancul drept al Armatei a 6-a, care se afla în zona de nord între Oulches și Missy, a avut loc de la Oulches la Soupir și a avut mai puțin succes decât Armata a 5-a; Corpul II Colonial a avansat 0,80 km în primele treizeci de minute și apoi a fost oprit. Atacul Corpului XX de la Vendresse către canalul Oise–Aisne a avut mai mult succes: Divizia 153 de pe flancul drept a ajuns pe Chemin des Dames, la sud de Courtecon, după un al doilea atac, reușind un avans de 2 km. Corpul VI a avansat pe flancul drept la vest de canalul Oise–Aisne, dar a fost blocat pe stânga. Pe flancul de nord către est, Corpul I Colonial a reușit să înainteze doar câteva sute de metri în defensiva Condé-Riegel și nu a reușit să ocupe platoul Moisy. Laffaux a fost capturat și apoi pierdut în urma unui contra-atac înainte de a-și schimba stăpânul de mai multe ori, până când a fost capturat în cele din urmă pe 19 aprilie. La est de Vauxaillon la capătul de nord al Armatei a 6-a, Mont des Singes a fost capturat cu ajutorul artileriei grele britanice, dar apoi a fost pierdut în urma unui contraatac german. Operațiile Armatei a 6-a au dus la capturarea a 3.500 de prizonieri, dar nu a reușit să rupă linia frontului și doar într-un singur punct s-a ajuns în cea de-a doua linie germană.

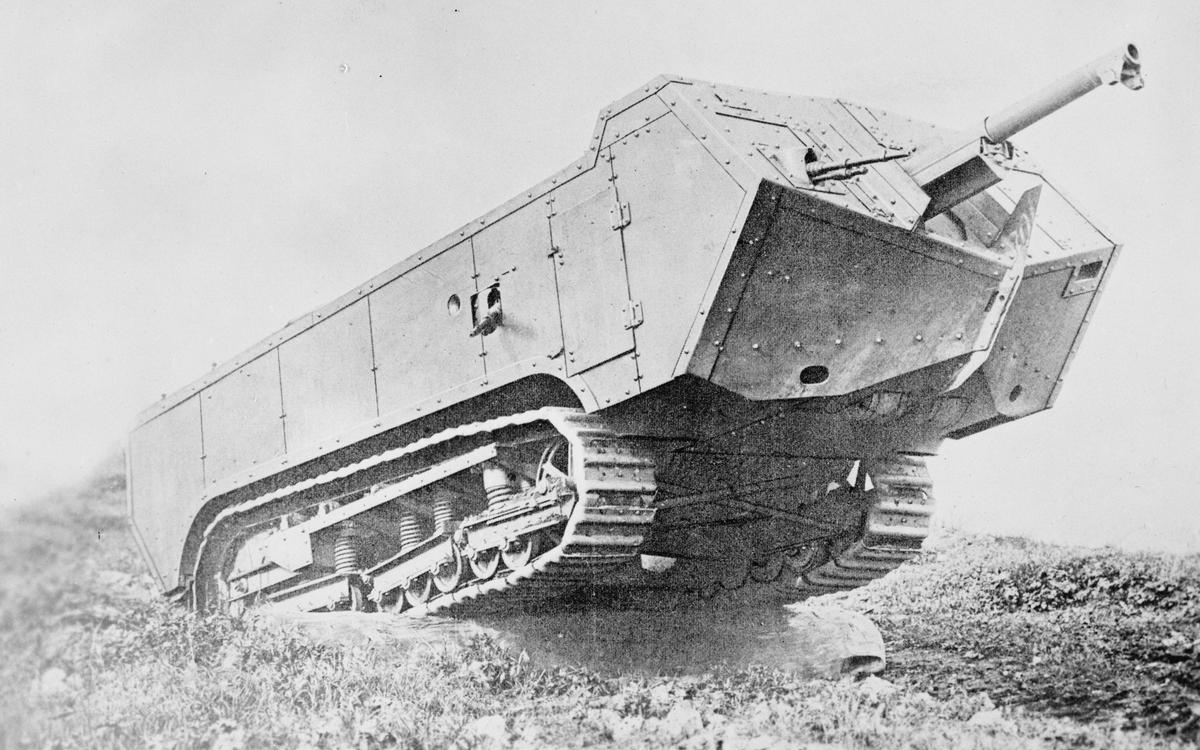
Tanc St. Chamond

În ziua următoare Nivelle a ordonat Armatei a 5-a să atace către nord-est pentru a-și consolida succesul, crezând că germanii intenționează să-și păstreze terenul din fața Armatei a 6-a. Armata a 5-a nu a reușit să înainteze substanțial pe 17 aprilie, dar Armata a 6-a, care a continuat să atace peste noapte, a forțat o retragere germană din zona Braye, Condé și Laffaux către Siegfriedstellung, care se întindea de la moara din Laffaux către Chemin des Dames și a coincis cu linia inițială de apărare la Courtecon. Retragerea germană a fost realizată în regim de urgență și mai multe tunuri au fost lăsate în urmă, împreună cu stocuri „vaste” de muniții. Infanteria franceză a ajuns la noile poziții germane, după ce a înaintat 6,4 km.

### Armata a 4-a
Pe 17 aprilie, Armata a 4-a de pe flancul stâng al Groupe d'armées de Centre (GAC) a început un atac suplimentar în Champagne de la Aubérive la est de Reims, care a devenit cunoscut sub numele de Bataille des Monts, cu corpurile VIII, XVII și XII dispuse pe un front cu lungimea de 11 km. Atacul a început la ora 4:45 a.m. sub o ploaie rece ce alterna cu averse de ninsoare. Flancul drept de la est de Suippes a fost stabilit de Divizia 24 la Aubérive, pe malul de est al râului, și Divizia 34 a ocupat Mont Cornillet și Mont Blond. „Monts” au fost păstrate în urma unui contraatac german organizat în 19 aprilie de diviziile 5, 6 (divizii Eingreif) și 23 și un regiment situat între Nauroy și Moronvilliers. Pe malul de vest Divizia Marocană a fost respinsă pe flancul drept și a capturat Mont sans Nom pe flancul stâng. Pe partea de nord-est a dealului înaintarea a pătruns pe o adâncime de 2,4 km și a ajuns a doua zi dincolo de Mont Haut. Atacurile Armatei a 4-a au adus 3.550 de prizonieri și 27 de tunuri. Atacurile germane de pe 27 mai au avut un succes temporar înainte ca contra-atacurile franceze să recucerească terenul din jurul Mont Haut; lipsa trupelor i-a forțat pe germani să atace sporadic în loc să organizeze un atac simultan de-a lungul întregului front.

### Armata a 10-a

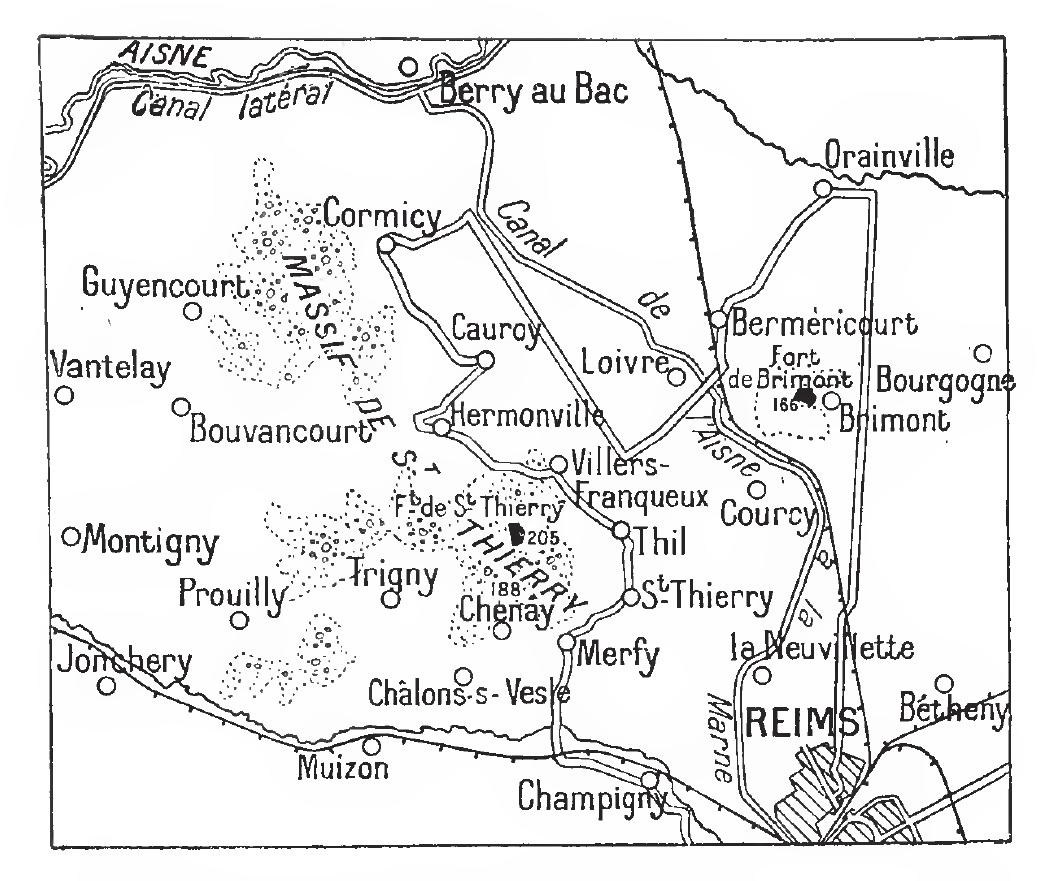
Zona armatelor a 5-a și a 10-a, 1917

Nivelle a ordonat Armatei a 10-a să înainteze între armatele a 5-a și a 6-a pe 21 aprilie. Corpul IX și Corpul XVIII a preluat zona dintre Craonne și Hurtebise și operațiunile locale au continuat pe fronturile armatelor a 4-a și a 5-a cu puțin succes. Un atac asupra Brimont pe 4-5 mai, a cărui capturare ar fi avut o mare valoare tactică, a fost amânat la ordinele guvernului francez și nu a mai avut loc. Armata a 10-a a capturat platoul Californie de pe Chemin des Dames, Armata a 6-a a străpuns Siegfriedstellung pe o lungime de 4 km de-a lungul Chemin des Dames și apoi a avansat către localitatea opusă Laffaux. Un atac pe 5 mai la sud-est de Vauxaillon a dus la ocuparea fermei Moisy și a morii Laffaux și a respins contra-atacurile germane. A doua zi a fost realizat un alt progres la nord de moară. Contra-atacurile germane au continuat în sectorul Soissons. La sfârșitul zilei de 5 mai Armata a 6-a a ajuns la periferia orașului Allemant și a luat circa 4.000 de prizonieri. Ofensiva a continuat pe frontul Armatei a 4-a unde a fost capturat Mont Cornillet și până pe 10 mai armatele franceze luaseră 28.500 de prizonieri și 187 de tunuri.

### Contraatacurile Armatei a 7-a Germane

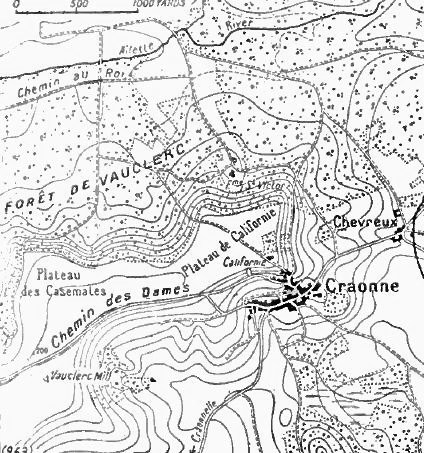
Craonne și partea de est a Chemin des Dames, 1917

Între Vauxaillon și Reims și pe înălțimile de la Moronvilliers francezii au ocupat o mare parte a zonei defensive germane, în ciuda eșecului de a-o sparge, iar Grupul de Armate German Prințul Moștenitor a contra-atacat, înainte ca pozițiile franceze să fie consolidate, mai ales noaptea înspre culmile de pe Chemin des Dames și masivul Moronvilliers. În nopțile de 6/7 și 7/8 mai germanii au atacat de la Vauxaillon spre Craonne și în noaptea de 8/9 mai atacurile germane au fost respinse la Cerny, La Bovelle, ferma Heutebise și platoul Californie. A doua zi contra-atacurile germane asupra Chevreux, la nord-est de Craonne, la poalele capătului estic al Chemin des Dames, au fost înfrânte. Mai multe atacuri în noaptea de 9/10 mai au fost stopate de artileria și focurile de mitralieră franceze, iar francezii au reușit să avanseze pe pantele nordice ale platoului Vauclerc. Pe 10 mai, un alt atac german la Chevreux a fost oprit și francezii au avansat la nord de Sancy. În noaptea de 10/11 mai și în ziua următoare, atacurile germane au fost respinse pe platoul Californie și la Cerny.
Pe 16 mai o contraofensivă germană pe un front de 4 km, de la nord-vest de moara Laffaux până la calea ferată Soissons–Laon a fost înfrânt și după căderea întunericului mai multe atacuri la nord de moara Laffaux și la nord-vest de Braye-en-Laonnois au eșuat, de asemenea. Atacurile franceze de pe 17 mai au ocupat terenul de la est de Craonne și pe 18 mai atacurile germane pe platoului Californie și pe Chemin des Dames chiar la vest de canalul Oise–Aisne au fost respinse. Pe 20 mai o contra-ofensivă, pentru a relua pozițiile franceze de la Craonne la est de Fort de la Malmaison, a fost învinsă în cea mai mare parte prin focul artileriei, iar când infanteria germană a reușit să avanseze prin barajele defensive franceze, infanteria franceză i-a forțat cu ușurință să se retragă; au fost capturați 1.000 de prizonieri răniți. Pe 21 mai atacurile surpriză germane de pe platoul Vauclerc au eșuat și în seara următoare francezii au capturat mai multe dintre ultimele posturi de observație ce dominau valea Ailette și au ocupat trei linii de tranșee germane la est de Chevreux. Un contra-atac german pe platoul Californie a fost distrus de focul artileriei și infanteriei ușoare și au fost luați 350 de prizonieri.

### Bătălia Observatoarelor
Pe 23 mai, la ora 8:30 p.m., un asalt german asupra platoului Vauclerc a fost respins și pe 24 mai un nou atac a dus la retragerea haotică a germanilor. În cursul nopții francezii au ocupat pădurea de la sud-est de Chevreux și aproape au anihilat două batalioane germane. Pe 25 mai, trei coloane germane au atacat teritoriul de la nord-vest de Bray-en-Laonnois și au ajuns la prima linie de tranșee franceze, înainte de a fi forțate să se retragă în urma unui contra-atac. Pe 26 mai, atacurile germane asupra teritoriilor de la est și de la vest de Cerny au fost respinse și din 26-27 mai atacurile germane între Vauxaillon și moara Laffaux au eșuat. Două atacuri ce au avut loc pe 28 mai la Hurtebise au fost oprite de focul artileriei germane și în noaptea de 31 mai - 1 iunie atacurile germanilor la vest de Cerny au eșuat, de asemenea. În dimineața zilei de 1 iunie, după un bombardament greu, trupele germane au ocupat câteva tranșee la nord de moara Laffaux și apoi au fost apoi împinse afară, în aceeași după-amiază. Pe 2 iunie a început un atac german mai mare, după un bombardament intens al frontului francez, din partea de nord a Laffaux spre est de Berry-au-Bac. În noaptea de 2/3 iunie, două divizii germane au efectuat cinci atacuri în părțile centrală, de est și de vest a platoului Californie și la capătul vestic al platoului Vauclerc. Germanii au atacat în valuri, avansând în unele locuri umăr-la-umăr, susținuți de un detașament de aruncătoare de flăcări și au câștigat ceva teren pe platoul Vauclerc până ce contra-atacurile franceze au reușit să recupereze terenul. În ciuda apărării franceze improvizate și a focului puternic al artileriei germane pentru pregătirea atacurilor, contra-atacurile organizate germane (Gegenangriffe) au avut parte de puțin succes și la Chevreux, la nord-est a Craonne, francezii chiar i-au împins mai departe în câmpia Laon.

## Urmări

### Analiză

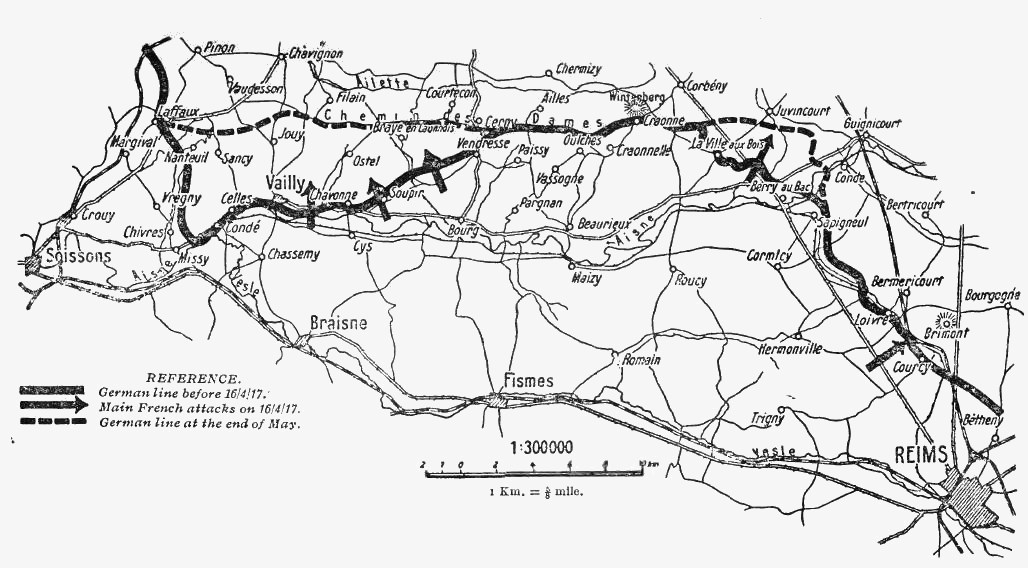
Câștigurile teritoriale franceze pe Aisne, Ofensiva Nivelle, aprilie-mai 1917

În 2015, Uffindell a scris că denumirea și datarea retrospectivă a evenimentelor poate afecta modul în care este înțeles trecutul. Cea de-a doua bătălie de pe Aisne a început pe 16 aprilie, dar durata și întinderea bătăliei au fost interpretate în mod diferit. Finalul bătăliei este datat, de obicei, pe la mijlocul lunii mai. Uffindell a considerat că acest aspect era convenabil politic, din moment ce excludea Lupta de La Malmaison din octombrie 1917, putându-se astfel da vina mai ușor pe Nivelle. Uffindel a scris că excluderea luptei de La Malmaison a fost artificială, deoarece atacul a fost început de pe terenul capturat în luptele din perioada aprilie-mai. Generalul Franchet d'Espèrey a numit lupta de La Malmaison „faza decisivă a bătăliei... care a început pe 16 aprilie și s-a încheiat pe 2 noiembrie....”.
Ofensiva a împins linia frontului cu 6-7 km pe frontul Armatei a 6-a, care a capturat 5.300 de prizonieri și o cantitate mare de echipamente. Operațiunea a fost planificată ca o lovitură decisivă dată germanilor; prin 20 aprilie a devenit clar că intenția strategică a ofensivei nu a fost atinsă și pe 25 aprilie majoritatea luptelor se încheiaseră. Victimele au ajuns la 20% în rândul armatelor franceze pe 10 mai, iar unele divizii au suferit pierderi mai mari de 60%. Pe 3 mai, Divizia franceză a 2-a a refuzat ordinele, iar refuzurile similare și revoltele s-au răspândit în toate armatele; Ofensiva Nivelle a fost abandonată în confuzie pe 9 mai. Politicienii și opinia publică au fost uimiți de acest lanț de evenimente și pe 16 mai Nivelle a fost demis și mutat în Africa de Nord. El a fost înlocuit cu mult mai precautul Pétain, cu Foch ca șef al Marelui Stat Major, care a adoptat o strategie de „vindecare și apărare” pentru a evita pierderile și a restabili moralul. Pétain a dispus executarea a 40-62 de militari ce incitau la revolte și a introdus reforme pentru a îmbunătăți bunăstarea trupelor franceze, care au avut un efect semnificativ în restabilirea moralului.
Operațiunile din Champagne de pe 20 mai au reprezentat sfârșitul Ofensivei Nivelle; pe Aisne și în Champagne, a fost capturat o mare parte a platoului Chemin-des-Dames, în special capătul de est care domina câmpia de la nordul râului Aisne. Bois-des-Buttes, Ville-aux-Bois, Bois-des-Leisure și prima și a doua poziție de acolo către Aisne au fost, de asemenea, capturate. La sud de râu, armatele a 5-a și a 10-a au reușit să avanseze pe câmpia de lângă Loivre către vest. La est de Reims Armata a 4-a a capturat Auberive și o mare parte a masivului Moronvilliers, apoi a avansat de-a lungul râului Suippe, care a furnizat poziții bune pentru o nouă ofensivă. Costul Ofensivei Nivelle a fost mare în termeni de victime și pierderi de moral, dar pierderile germane au fost, de asemenea, mari, iar succesul tactic al ofensivei în capturarea pozițiilor fortificate și înfrângerea contra-atacurilor a redus moralul germanilor. Germanii au fost forțați să se retragă de pe trei dintre cele mai puternice poziții de pe Frontul de Vest și nu au reușit să le recupereze. Creasta Vimy, înălțimile Scarpe, grotele, pintenii și platoul de pe Chemin des Dames și masivul Moronvilliers fuseseră ocupate de mai mult de doi ani, studiate cu atenție de către inginerii germani și fortificate pentru a le face inexpugnabile. În șase săptămâni toate au fost pierdute și germanii au fost lăsați să se stabilească pe coastele de est și de nord ale masivelor montane, după ce au pierdut coastele de vest sau de sud.

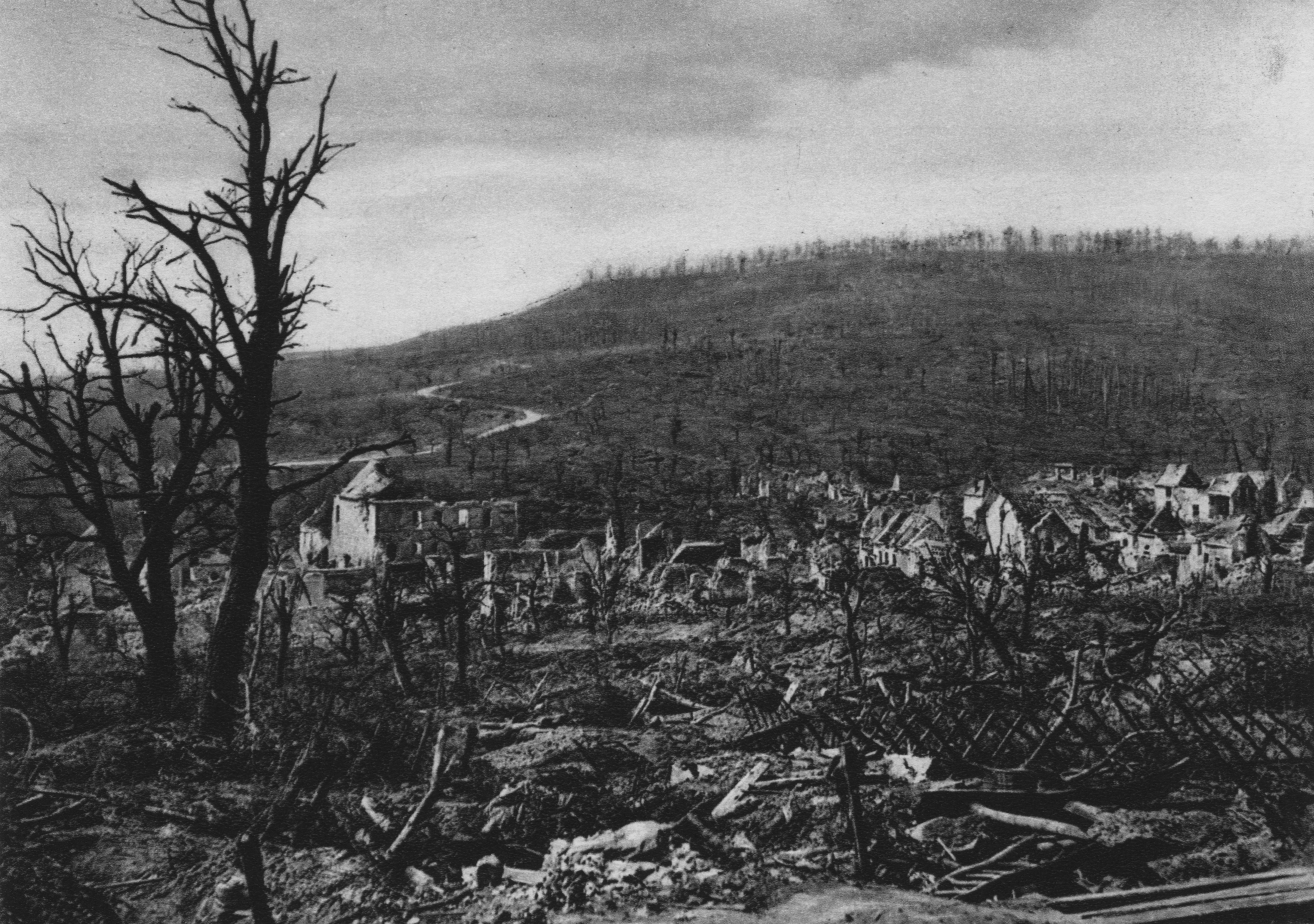
Satul Soupir distrus de război, 1917

Tactica franceză de asalt brutal et continu se potrivea dispozițiilor defensive germane, deoarece o mare parte a asaltului avea loc pe un versant. Viteza atacului și profunzimea obiectivelor franceze au însemnat că nu a existat timp pentru a crea posturi de observare a artileriei care să supravegheze valea râului Ailette, în zonele în care infanteria franceză ajunsese la creastă. Tunelurile și grotele de sub creastă au anulat efectul distructiv al artileriei franceze, care a fost, de asemenea, inhibată de vremea proastă, care a redus puterea de observație, și de superioritatea aeriană germană, care a făcut ca observația aeriană franceză să fie chiar mai puțin eficientă. Capătul din spate al zonei de luptă germane de-a lungul crestei a fost consolidată cu posturi de mitralieră, iar comandanții diviziilor germane au decis să păstreze linia frontului, mai degrabă decât să se miște pe teren, și puține divizii Eingreif au fost necesare pentru a interveni în luptă.

### Victime
În 1939 Wynne a scris că francezii au avut 117.000 de pierderi umane, inclusiv 32.000 de morții în primele câteva zile, dar că efectul asupra moralului militarilor și civililor a fost chiar mai rău. În volumul Der Weltkrieg (1939), istoricii oficiali germani au precizat că pierderile germane erau la sfârșitul lunii iunie de 163.000 de oameni, inclusiv 37.000 de dispăruți și a susținut că numărul victimelor franceze era de 250.000-300.000 de oameni, inclusiv 10.500 de prizonieri. În 1962, istoricul oficial canadian G. W. L. Nicholson a înregistrat pierderi germane de circa 163.000 de oameni și pierderi franceze de 187.000 de oameni. O publicație Internet din 2003 a menționat 108.000 de victime franceze, din care 49.526 din Armata a 5-a, 30.296 din Armata a 6-a, 4.849 din Armata a 10-a, 2.169 din Armata a 4-a și 1.486 din Armata a 3-a. În 2005, Doughty a citat 134.000 de victime franceze pe Aisne în perioada 16-25 aprilie, dintre care 30.000 erau morți, 100.000 erau răniți și 4.000 fuseseră luați prizonieri; rata victimelor era cea mai rea din noiembrie 1914. În perioada 16 aprilie - 10 mai armatele a 4-a, a 5-a, a 6-a și a 10-a au luat 28.500 de prizonieri și 187 de tunuri. Înaintarea Armatei a 6-a a fost una dintre cele mai mari făcute de o armată franceză de la începerea războiului în tranșee.

### Operațiuni ulterioare

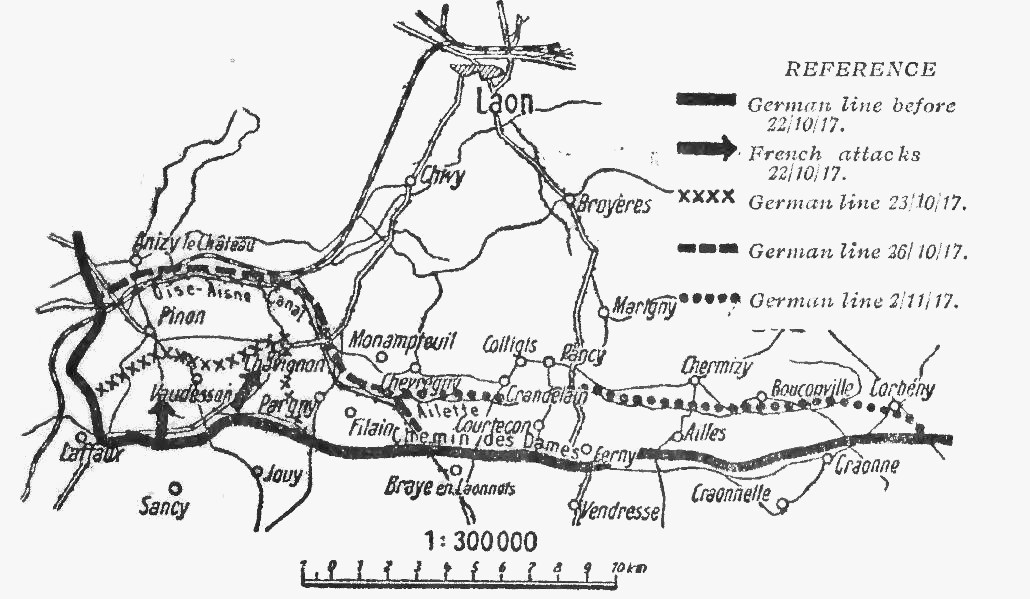
Retragerea germană de pe Chemin des Dames, noiembrie 1917

Bătălia din La Malmaison (Bataille de la Malmaison) (23-27 octombrie), a dus la capturarea satului și fortului La Malmaison și controlul poziției strategice de pe creasta Chemin des Dames. Comandantul armatei a 7-a Boehn nu a fost capabil să stabilească o apărare în adâncime de-a lungul Chemin-de-Dames, deoarece creasta era un hogback și singura alternativă era să se retragă la nord de Canal de l'Oise à l'Aisne. Artileria germană a fost depășită numeric de aproximativ 3:1 și pe frontul Diviziei a 14-a 32 de baterii germane erau bombardate de 125 de baterii franceze de artilerie. O mare parte a artileriei germane a fost redusă la tăcere înainte de atacul francez. Bombardamentele cu gaz din valea râului Ailette au devenit atât de dense încât transportul de muniție și provizii către front devenise imposibil.
Din 24-25 octombrie corpurile XXI și XIV au avansat rapid și Corpul I de Cavalerie a fost adus în zona corpului XIV. Pe 25 octombrie, francezii au capturat satul și pădurea Pinon și s-au masat pe linia de Canal de l'Oise à l'Aisne. În patru zile atacul a avansat aproximativ 10 km și i-a scos pe germani de pe platoul foarte îngust de la Chemin des Dames, înapoi pe malul nordic al râului Ailette. Francezii au luat 11.157 prizonieri, 200 de tunuri și 220 mortiere grele. Pierderile franceze au fost de 2.241 oameni uciși, 8.162 răniți și 1.460 dispăruți în perioada 23-26 octombrie, adică 10% din victimele atacurilor în timpul Ofensivei Nivelle.